# Уилмот, Дэвид (актёр)
Дэвид Уилмот (англ. David Wilmot) — ирландский актёр театра, кино и телевидения. За свою карьеру сыграл более 60 ролей и удостоился не менее десятка наград и номинаций.

## Карьера
С начала 1990-х годов Уилмот успешно выступал на сценах Англии и Ирландии. Среди театральных работ актёра — «Шесть персонажей в поисках автора» в Театре Аббатства в Дублине, «Как вам это понравится» с Druid Theatre Company в Голуэе и «Джуно и Пэйкок» в лондонском Театре Вест-Энда. В следующем десятилетии отметился участием в пьесе «Лейтенант Инишмора» Мартина Макдонаха, что привело актёра на Бродвей. В 2005 году Дэвид снялся в ленте Мартина «Шестизарядник», удостоенной «Оскара» за лучший игровой короткометражный фильм на 78-й церемонии.

## Награды и номинации
| Премия                                 | Год  | Категория                                                                                 | Произведение          | Роль      | Результат | Ист.  |
| -------------------------------------- | ---- | ----------------------------------------------------------------------------------------- | --------------------- | --------- | --------- | ----- |
| Lucille Lortel Awards                  | 2006 | Выдающийся исполнитель главной роли                                                       | «Лейтенант Инишмора»  |           | Победа    | [ 1 ] |
| Премия Лиги Драмы                      | 2006 | Выдающееся исполнение                                                                     | «Лейтенант Инишмора»  | Номинация |           | [ 1 ] |
| Премия Внешнего общества критиков      | 2006 | Выдающийся актёр в пьесе                                                                  | «Лейтенант Инишмора»  | Номинация |           | [ 1 ] |
| «Театральный мир»                      | 2006 | Выдающееся дебютное выступление на Бродвее                                                | «Лейтенант Инишмора»  | Победа    |           | [ 1 ] |
| «Тони»                                 | 2006 | Лучшая мужская роль в пьесе                                                               | «Лейтенант Инишмора»  | Номинация |           | [ 1 ] |
| Irish Film & Television Academy Awards | 2003 | Лучший новый талант                                                                       | «Разрыв»              | Оскар     | Номинация | [ 2 ] |
| Irish Film & Television Academy Awards | 2003 | Лучший актёр второго плана в кино/телевидении                                             | «Разрыв»              | Оскар     | Победа    | [ 2 ] |
| Irish Film & Television Academy Awards | 2004 | Лучший актёр в телевизионной драме                                                        | «Клиника»             |           | Номинация | [ 2 ] |
| Irish Film & Television Academy Awards | 2013 | Лучший актёр второго плана — фильм                                                        | «Тайный игрок»        |           | Номинация | [ 2 ] |
| Irish Film & Television Academy Awards | 2020 | Лучший актёр второго плана — фильм                                                        | «Обыкновенная любовь» |           | Победа    | [ 2 ] |
| Pena de Prata                          | 2022 | Лучший актёрский ансамбль в мини-сериале, сериале-антологии или телевизионном спецвыпуске | «Станция Одиннадцать» | Кларк     | Победа    | [ 2 ] |